# Angyal János (pedagógus)
Angyal János (Hódmezővásárhely, 1888. november 1. – Budapest, 1978. április 30.) pedagógus, író, miniszteri tanácsos.

## Pályafutása
Angyal József és Herczeg Anna fia. Tanítói oklevelét Aradon szerezte 1910-ben, majd 1918-ban a budapesti Állami Polgári Tanárképző Főiskolán diplomázott. Pályáját segéd-tanfelügyelőként kezdte, Apátfalván és Csanádpalotán dolgozott, majd 1914-ben bevonult katonának. Leszerelése utána Budapesten volt tanfelügyelő, tanügyi segédtitkár, majd polgári iskolai és gimnáziumi tanár lett a fővárosban. Ez idő tájt több pedagógiai szakcikkét, novelláját publikálták. 1932-től felelős szerkesztője volt a Népoktatási Szemle című lapnak. Az I. bécsi döntés után felelőse lett a visszacsatolt felvidéki területeken az oktatási rendszer újjászervezésének. 1946-ban kinevezték miniszteri tanácsossá, 1947-ben pedig osztályfőnökké, az általános iskolai főosztály vezetője volt. Az iskolák államosításának elméleti előkészítése és végrehajtása az ő nevéhez fűződik, ezen témával kapcsolatosan számos szakcikkét közölte a Köznevelés, a Magyar Pedagógia és a Pedagógiai Szemle. Második felesége Lőrinczy Erzsébet volt. Harmadik házasságából született első fia Angyal János humorista.

## Főbb művei
- A magyarok története (tankönyv, Budapest, 1924)
- Egészségtan (tankönyv, Budapest, 1926., 4. kiadás: 1938)
- Abc és olvasókönyv (társszerző, Budapest, 1926., 7. kiadás: 1938)
- Olvasókönyv (társszerző, Budapest, 1926)
- Betűvár-mesevár (társszerző, Budapest, 1936)